# Адальберт Шне
Отто Адальберт «Аді» Шне (нім. Otto Adalbert "Adi" Schnee; 31 грудня 1913, Берлін — 4 листопада 1982, Гамбург) — німецький офіцер-підводник, корветтен-капітан крігсмаріне. Кавалер Лицарського хреста Залізного хреста з дубовим листям.

## Біографія

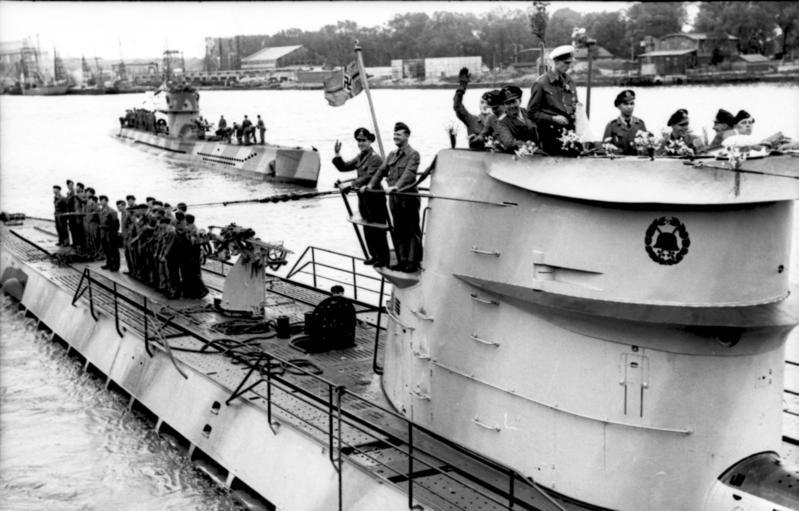
Оберлейтенант-цур-зее Шне на містку U-201 (Лор'ян; 8 червня 1941).

8 квітня 1934 року вступив на флот. Пройшов підготовку на навчальному кораблі «Горх Фок» і легкому крейсері «Емден» (яким на той час командував Карл Деніц), а також у військово-морському училищі в Мюрвіку. У травні 1938 року переведений в підводний флот. З 1938 року служив вахтовим офіцером на підводному човні U-23, яким командував Отто Кречмер. 31 січня 1940 року призначений командиром підводного човна U-6, на якому зробив єдиний похід (16 днів). З 19 липня 1940 року — командир підводного човна U-60 (3 походи, 41 день в морі). З 6 по 27 листопада 1940 року командував підводним човном U-201. 25 січня 1941 року призначений командиром підводного човна U-201, на якому здійснив 7 походів (загалом 242 дні). 24 серпня 1942 року здав командування і в жовтні переведений в штаб командувача підводним флотом, брав участь в плануванні операцій підводних човнів проти конвоїв союзників. 29 вересня 1944 року отримав свій останній підводний човен — «електричний» U-2511. Він став першим човном Типу XXI, який вийшов в море. На ньому Шне вийшов в похід 4 травня 1945 року і 8 травня повернувся на базу. Всього за час військових дій потопив 23 кораблі загальною водотоннажністю 95 889 брт і пошкодив 3 кораблі водотоннажністю 28 820 брт. Після війни кілька місяців служив на тральщиках, займаючись розмінуванням територіальних вод Німеччини. Пізніше закінчив комерційні курси і кілька років працював комерційним представником. Потім виїхав на острів Ельба, де став директором морської школи. Довгі роки був головою Союзу підводників.

## Звання
- Кандидат в офіцери (8 квітня 1934)
- Кадет (26 вересня 1934)
- Фенріх-цур-зее (1 липня 1935)
- Обер-фенріх-цур-зее (1 січня 1937)
- Лейтенант-цур-зее (1 квітня 1937)
- Оберлейтенант-цур-зее (1 квітня 1939)
- Капітан-лейтенант (1 березня 1942)
- Корветтен-капітан (1 грудня 1944)

## Нагороди
- Медаль «За вислугу років у Вермахті» 4-го класу (8 квітня 1938)
- Залізний хрест
  - 2-го класу (21 жовтня 1939)
  - 1-го класу (15 серпня 1940)
- Медаль «У пам'ять 1 жовтня 1938» (20 грудня 1939)
- Нагрудний знак підводника з діамантами 
  - знак (23 грудня 1939)
  - діаманти (1943)
- Лицарський хрест Залізного хреста з дубовим листям
  - лицарський хрест (30 серпня 1941)
  - дубове листя (№105; 15 липня 1942)